# (137170) 1999 HF1
(137170) 1999 HF1 est un astéroïde Aton découvert dans le cadre du Lowell Observatory Near-Earth-Object Search (LONEOS), à la station Anderson Mesa, le 20 avril 1999. Il mesure 3,6 kilomètres de diamètre.
Il possède un satellite, S/2001 (137170) 1, mesurant 0,8 kilomètre de diamètre et ayant une période orbitale de 14 heures.